# Równanie adwekcji
Równanie adwekcji (ang. advection equation) – równanie różniczkowe cząstkowe opisujące w sposób dynamiczny proces adwekcji.

## Skalarna postać równania
Jeśli przez {\displaystyle C} oznaczymy koncentrację substancji podlegającej adwekcji jednowymiarowej, przebiegającej w kierunku zgodnym z osią {\displaystyle x,} wówczas równanie adwekcji przyjmuje postać:
{\displaystyle {\frac {\partial C(x,t)}{\partial t}}+v{\frac {\partial C(x,t)}{\partial x}}=0,}
gdzie {\displaystyle v} jest prędkością poruszającego się płynu, a {\displaystyle t} jest czasem.

## Wektorowa postać równania
W ogólnym przypadku adwekcji trójwymiarowej równanie powyższe uogólnia się postaci:
{\displaystyle {\frac {\partial C(\mathbf {x} ,t)}{\partial t}}+(\mathbf {v} \,\mathrm {grad} )\,C(\mathbf {x} ,t)=0,}
gdzie {\displaystyle \mathbf {x} } jest wektorem położenia, a {\displaystyle \mathbf {v} } jest wektorem prędkości poruszającego się płynu.
W hydrodynamice podziemnej przez prędkość płynu w powyższych równaniach należy rozumieć prędkość adwekcji, tj. średnią prędkość cząstek płynu poruszających się w kanałach porowych, a nie prędkość filtracji.
Ponieważ zjawisku adwekcji towarzyszą niemal zawsze procesy dyfuzji molekularnej i dyspersji hydrodynamicznej, równanie opisujące adwekcję uzupełnia się dodatkowymi członami reprezentującymi te procesy otrzymując w wyniku równanie dyfuzji-adwekcji.